# Albizia myriophylla
Albizia myriophylla är en ärtväxtart som beskrevs av George Bentham. Albizia myriophylla ingår i släktet Albizia och familjen ärtväxter. Inga underarter finns listade i Catalogue of Life.